# Main
För andra betydelser, se Main (olika betydelser).
Main är en biflod till floden Rhen i södra Tyskland. Floden är 472 kilometer lång och är en av de större bifloderna till Rhen. Main flyter genom delstaterna Bayern, Baden-Württemberg och Hessen. Dess avrinningsområde skiljs av en vattendelare från Donaus avrinningsområde. Main sägs starta nära Kulmbach där de båda källflödena Roter Main och Weißer Main möts. Roter Main rinner upp i Fränkische Alb och är cirka 50 kilometer lång. Weißer Mains är cirka 41 kilometer lång och rinner upp i Fichtelgebirge. Mains övre och mellersta del rinner i dalar i de tyska högländerna. Den nedre delen korsar sänkorna Hanau-Seligenstädter och Oberrheinische Tiefebene innan Main ansluter till floden Rhen vid staden Wiesbaden. Större bifloder till Main är Regnitz, Frankiska Saale, Tauber och Nidda.

## Namnet
Namnet Main är av keltiskt ursprung och kelterna kallade floden Moin eller Mogin. När romarna kom till området under det första århundradet f.Kr. blev namnet latiniserat till Moenus. Liknande flodnamn finns på Irland (Maoin) och i England (Meon, lat. maionus). Det finns andra förklaringar till flodens namn och vissa språkforskare anger ett indoeuropeiskt ord som ungefär betyder vatten tillbaks (se, lettiska maina eller litauiska maiva: träsk), andra namn refererar till en mur eller staket (se latinska moenia: ringmur). Under medeltiden kallades floden Moyn eller Moyne och namnet Meyn dök upp först på 1400-talet. 
På följande huvuddialekter uttalas floden: 
- Maa i Oberfranken,
- Mee i östra Unterfranken
- Maa (nasalt) i Tauberområdet.
- Maa (lokalt ibland nasalt) på det bayerska slättlandet
- Maa i Aschaffenburgområdet,
- Maa (nasalt) i Frankfurtområdet.

## Beskrivning
Det finns olika beskrivningar över längden på Main. Tillsammans med den längre källfloden Roter Main (röda Main), är längden 527 kilometer och tillsammans med den något kortare källfloden Weißer Main (vita Main) är längden 518 km. Den sträckning av Main som är delen efter att källflödena röda och vita Main har flutit samman och innan Main flyter samman med bifloden Regnitz, har en längd på 81 km. Efter att Regnitz har anslutit flyter Main ytterligare cirka 472 km till Mainz, där den ansluter till Rhen. 
Avrinningsområdet för floden Main och dess bifloder täcker 27 292 kvadratkilometer och sträcker sig över större delen av Franken, den nordöstra delen av Baden och norra Sydhessen. Det gränsar i söder till Donaus avrinningsområde med vattendelaren Fichtelgebirge emellan.
Medelvattenföringen vid mynningen emot Rhen är 225 kubikmeter per sekund vilket gör Main till Rhens tredje största biflod, när det gäller vattenmängd, efter Aare med 590 kubikmeter per sekund och Mosel med 315 kubikmeter per sekund.
Den 388 kilometer långa farbara sträckan börjar i Bamberg och sedan 1992 är Main via Europakanalen ansluten till Donau. Särskilt i Rhein-Main till Frankfurt finns flera stora inlandshamnar. Main rinner genom delstaterna Bayern och Hessen. Längs stora delar av Main går det en cykel- och vandringsled.

## Sjöfart
Den viktigaste är farbar för sjöfarten från dess mynning vid Rhen i närheten av Mainz för 396 km till Bamberg. Sedan 1992 har Main varit ansluten till Donau via Rhen-Main-Donau-kanalen tillsammans med den reglerade floden Altmühl, med 34 större slussar på 300×12 meter. Detta möjliggör sjöfartsklassen CEMT klass V, som tillåter fartyg på 110×11,45 meter att trafikera kanalen. Europakanalen och Donau har ytterligare 16 slussar, som har samma dimension.

## Bifloder

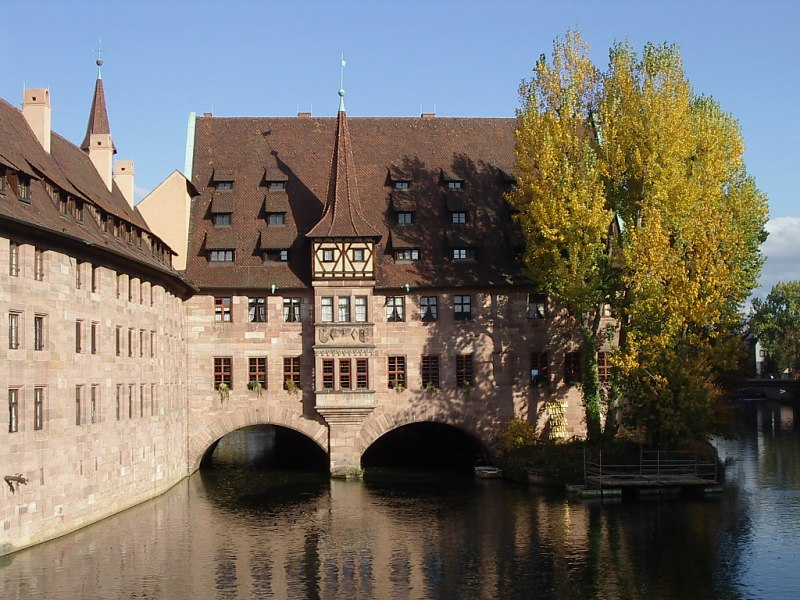
Nürnberger Altstadt

De längsta bifloderna till floden Main, är Frankiska Saale (höger, 125 km), Tauber (vänster, 114 km), Nidda (höger, 90 km), Kinzig (höger, 86 km) och Regnitz (vänster, 59 km ). 
Tillsammans med dess källflöde Pegnitz är Regnitz 162 km lång, vilket gör den till den längsta bifloden. Regnitz medelvattenföring ligger på 51,2 m³/s vid mynningen, medan motsvarande siffra för Main är 42,1 m³/s.
Grafisk bild över käll- och bifloder med en längd över 40 kilometer
(med källflöden)